# Chevalier (noblesse)
Pour les articles homonymes, voir Chevalier.
Le titre de chevalier est un titre de noblesse reconnu dans plusieurs monarchies européennes. Ce titre est inférieur à celui de baron et supérieur à celui d'écuyer.

## France

### Sous l'ancien Régime
Sous l'Ancien Régime, le titre de chevalier n'était pas un titre de noblesse au même titre que celui de baron ou de comte mais un titre honorifique non héréditaire réservé aux nobles et compatible avec un titre de noblesse.

### Sous l'Empire français
Sous l'Empire français, le titre de chevalier de l'Empire était le plus bas des titres de la noblesse d'Empire.
Le titre de chevalier de l'Empire est créé le 1er mars 1808. Il cesse d'être un titre héréditaire en mars 1810. Plusieurs centaines de militaires ont acquis le titre de chevalier de l'Empire et, aujourd'hui, près d'une quarantaine de familles françaises, dont la famille Cochon et la famille Lepic portent encore ce titre.

## Etats germaniques
Le titre de chevalier (Ritter) a existé dans les différents états germaniques jusqu'en 1918.
Il a existé dans l'empire romain germanique, jusqu'en 1806, des chevaliers impériaux qui relevait directement de l'Empereur.

## Italie
Le titre de chevalier (Cavaliere ereditario) a existé dans les différents états italiens jusqu'en 1946.

## Subsistance
Le titre de chevalier est aujourd'hui un titre de noblesse héréditaire en Belgique et aux Pays-Bas.